# Alois Dietrich (Politiker, 1792)
Alois Dietrich (* 20. Juni 1792 in Donauwörth; † 23. Mai 1832 ebenda) war ein deutscher Bierbrauer, Gutsbesitzer und Politiker.
Dietrich wurde als Sohn des Donauwörther Bürgermeister und Gastwirts Andreas Dietrich (1756–1828) geboren, sein Bruder war der Landtagsabgeordnete Carl Anton Dietrich. Alois übernahm den väterlichen Gasthof zum Krebs in Donauwörth.
Neben seiner Tätigkeit als Bierbrauer und als Major der Nationalgarde war Dietrich auch politisch tätig. Er gehörte 1831 der bayerischen Kammer der Abgeordneten an. 